# Georg von Rosen
Georg von Rosen (París, 1843-Estocolmo, 1923), fue un pintor sueco, conocido por tratar temas de la historia sueca y la mitología nórdica. Fue profesor en la Real Academia de Arte de Estocolmo (Kungliga Akademien för de fria konsterna) entre los años 1880 y 1908.
En su pintura de 1871 de Karin Månsdotter— una reina sueca del siglo XVI, la cual fue la única plebeya que tuvo esa posición hasta tiempos modernos y que es considerada una figura romántica— es ilustrada como "un ángel inocente", tomando la mano de su esposo mentalmente trastornado, el rey Erico XIV, que está caído en el piso, confundido en su demencia. Ella le da al rey fuerza para resistir las demandas de su consejero Jöran Persson, de pie en el otro lado e intentando hacer que el rey firme un documento.

## Galería

Sten Sture el Viejo entrando a Estocolmo (1864).
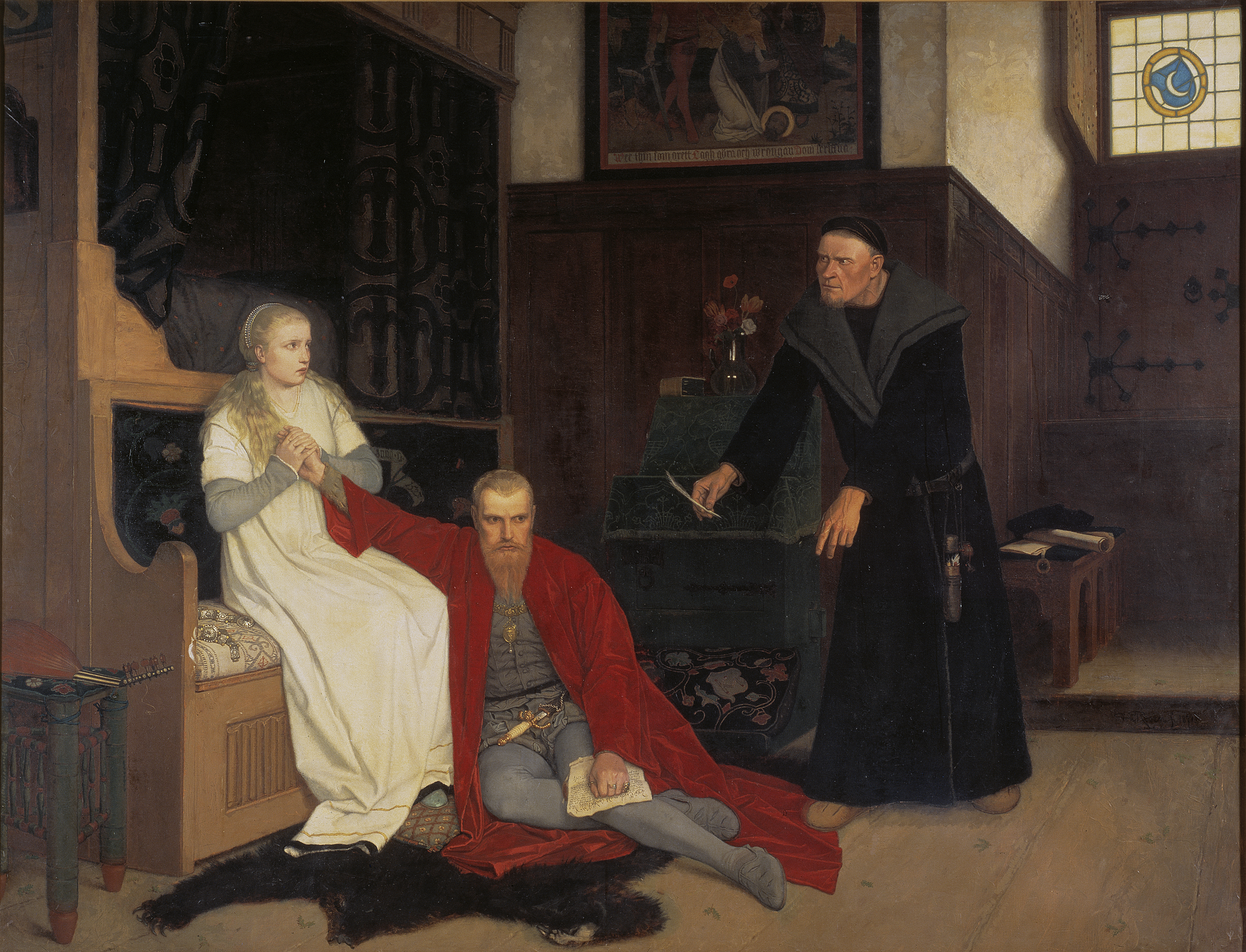
Karin Månsdotter, Erik XIV y Jöran Persson, en un pintura de 1871.
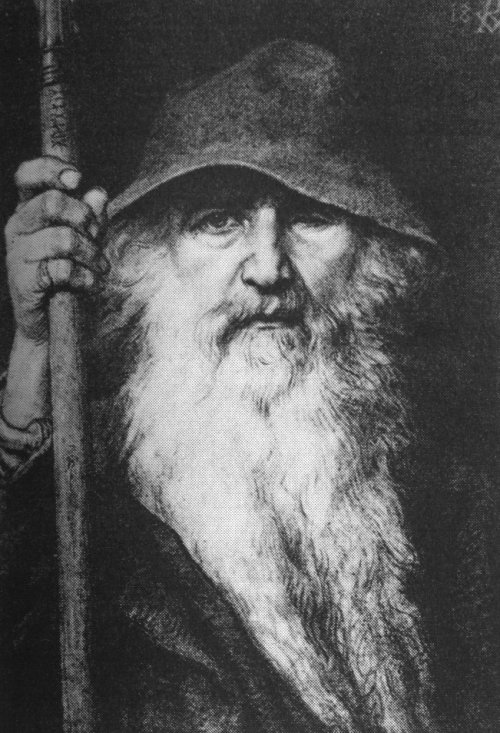
Una ilustración de 1886 del dios nórdico Odín.
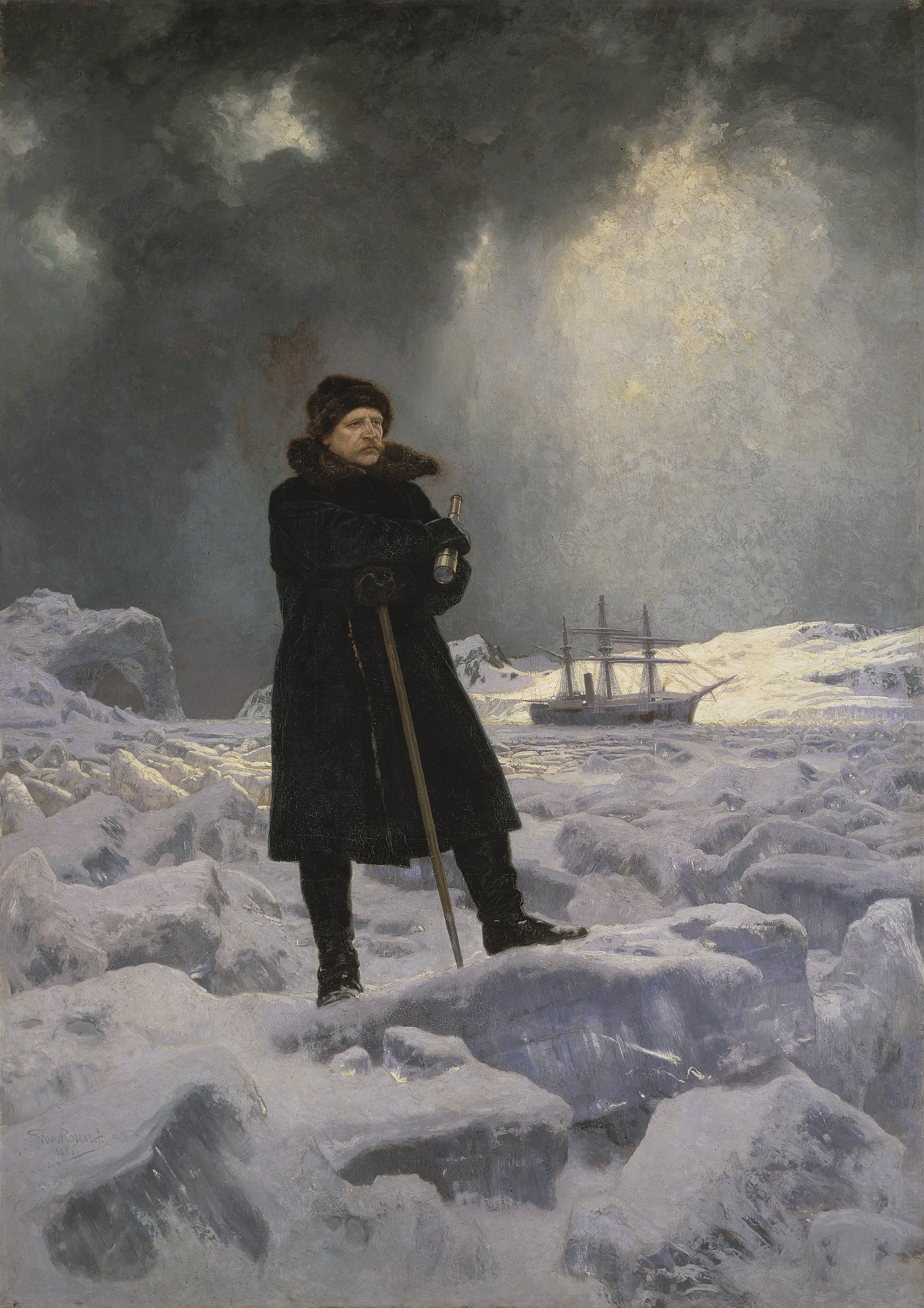
Ilustración de Adolf Erik Nordenskiöld de 1886.